# 謝躬
謝 躬（しゃ きゅう、? - 24年）は、中国の新代の武将・政治家。更始帝配下の人物。字は子張。荊州南陽郡の人。新市・平林・下江・舂陵のいずれの軍、あるいはそれら以外の勢力の出身であるかは不詳である。

## 事跡

### 王郎討伐
| 姓名           | 謝躬                        |
| 時代           | 新代                        |
| 生没年         | 生年不詳 - 24年（更始2年）  |
| 字・別号       | 子張（字）                  |
| 本貫・出身地等 | 荊州南陽郡                  |
| 職官           | 尚書令（尚書僕射?）〔更始〕 |
| 爵位・号等     | -                           |
| 陣営・所属等   | 更始帝                      |
| 家族・一族     | 〔不詳〕                    |

更始2年（24年）、尚書令に任命されていた謝躬は、振威将軍馬武・冀州牧龐萌らと共に、更始帝の命により河北で皇帝を自称していた王郎の討伐に向かう。しかし単独では討伐できず、先行して河北入りしていた劉秀と協力して、同年5月には邯鄲を攻略して王郎を滅ぼした。その際に謝躬配下の将軍は邯鄲城内で略奪を働き、劉秀から忌み嫌われている。
よって、劉秀は邯鄲城内で謝躬と兵の陣営を共にするのを止めて遷った。また、謝躬が常に事務に勤勉に取り組んでる様から「謝尚書は真の官吏である」と褒め称えるなどして、謝躬らへの懐柔を試みている。謝躬も次第に劉秀への疑いを解くようになり、妻子が劉秀への警戒を怠らないよう諫言しても、気に留めなくなった。

### 劉秀により謀殺
まもなく、謝躬は数万の軍を率いて鄴（魏郡）へ移駐したが、その配下の兵は横暴で、民衆は苦しめられたという。更始2年中に、劉秀は射犬聚（河内郡野王県）の青犢軍・尤来軍（共に河北の独立した民軍）の討伐に向かったが、この際に山陽県方面へ逃走してくる尤来軍を迎撃するよう謝躬に依頼した。謝躬は疑いもせずに承諾し、大将軍劉慶と魏郡太守陳康に鄴を守らせ、自ら隆慮山で尤来軍を迎撃したが、謝躬は大敗し、数千人もの死者を出してしまう。
これは劉秀の謀略であり、劉秀は手薄となった鄴を部将の呉漢・岑彭に襲撃させたのである。呉漢は陳康の篭絡に成功し、陳康は劉慶と謝躬の妻子とを捕え、呉漢・岑彭を城内に招きいれた。そこへ何も知らずに敗走してきた謝躬が戻ってくると、呉漢、岑彭はこれを生け捕りとした。謝躬は岑彭の面前で平伏したが、呉漢は「どうして幽霊と話さねばならないのか」と言い捨て、これを直ちに誅殺した。また、謝躬配下として所属していた馬武・龐萌らも、謝躬の死を知ると、いずれも劉秀に投降している。こうして劉秀は、河北における最大の政敵を葬り去ったのであった。